# پاچو جاوی

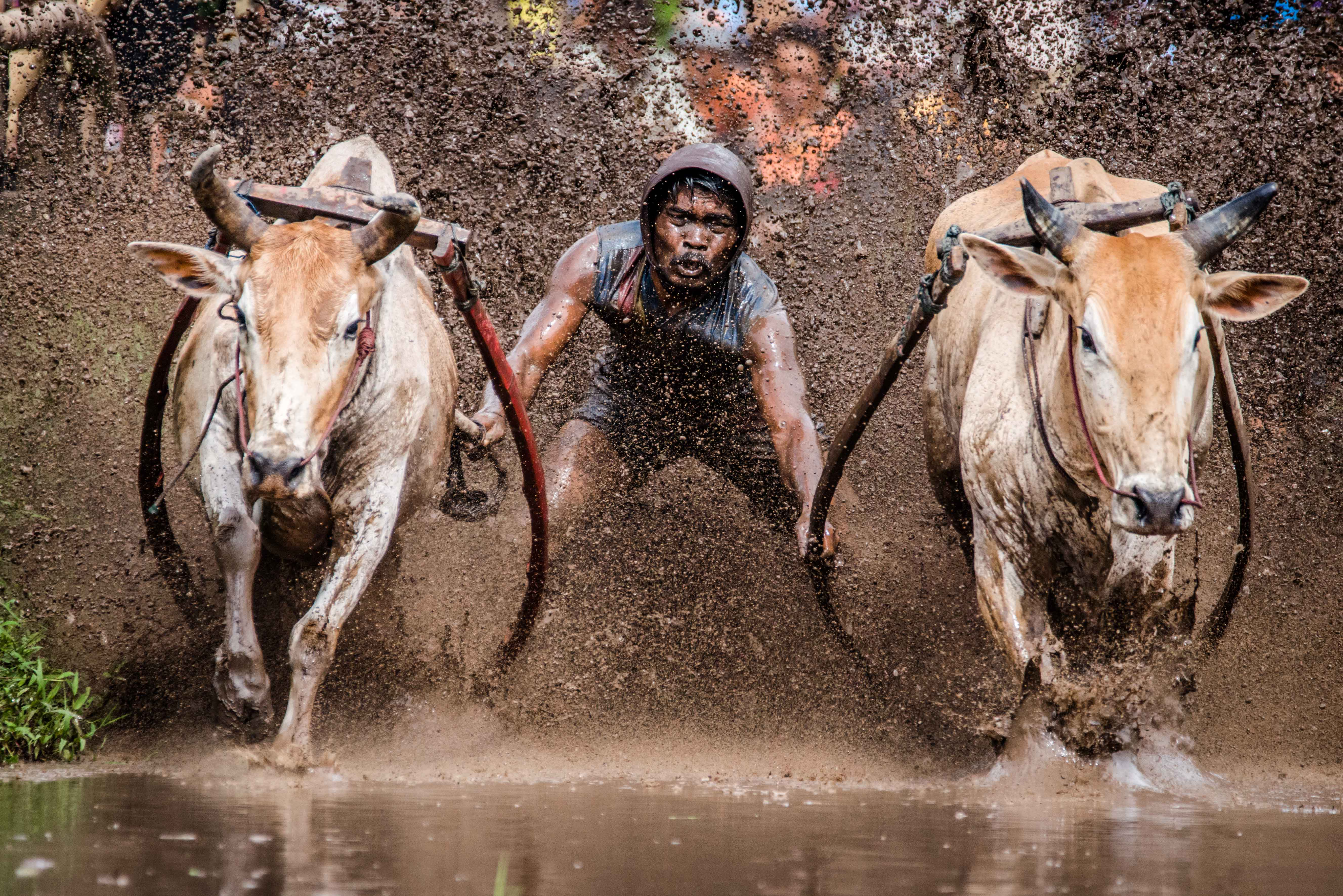
نگاره‌ای از مسابقهٔ پاچو جاوی با استفاده از دو گاو.

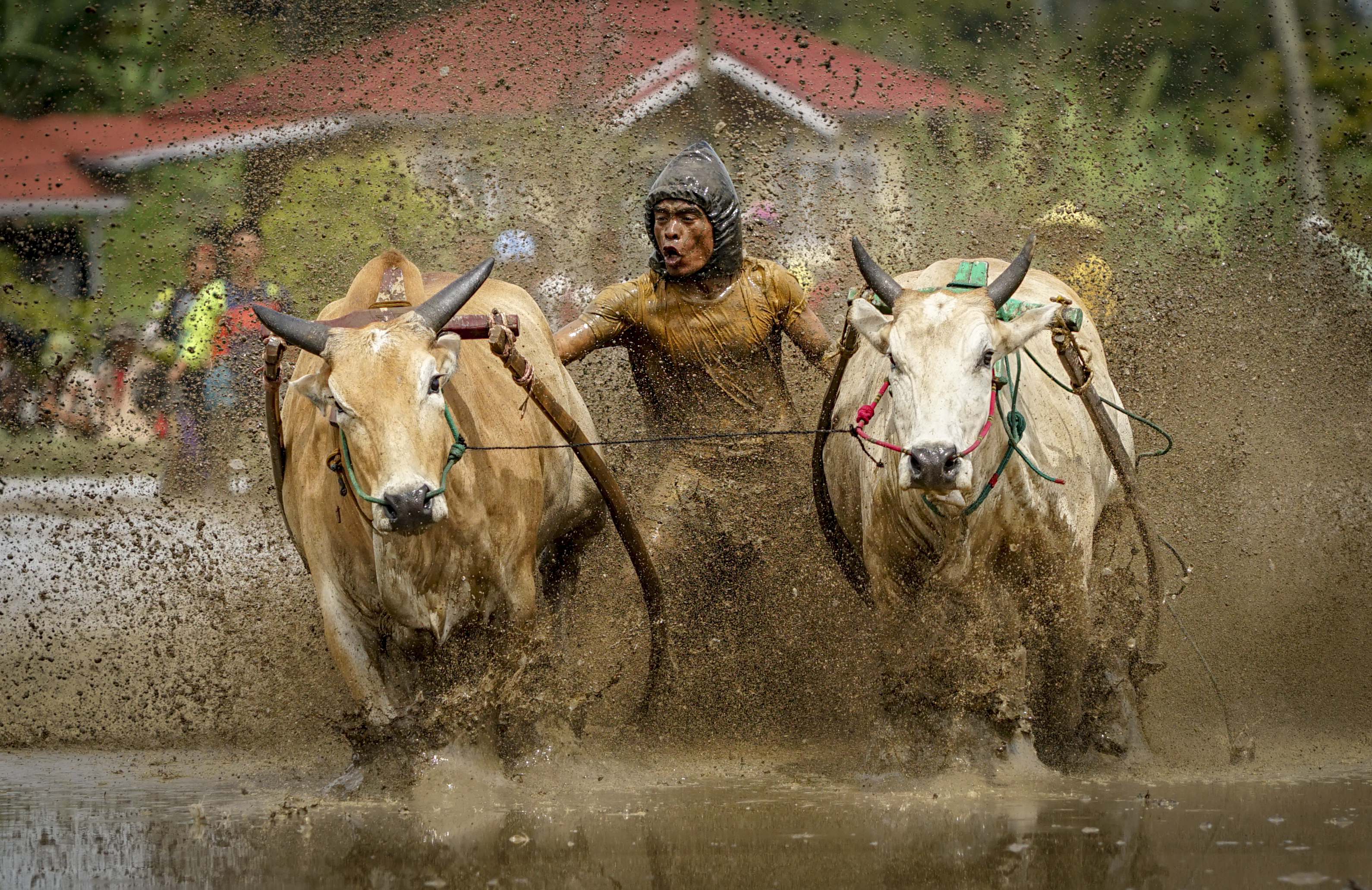
نگاره‌ای از مسابقهٔ پاچو جاوی با استفاده از دو گاو.

پاچو جاوی (به زبان زبان مینانگ‌کابائو به معنای مسابقه گاوها)، مسابقه‌ای سنتی با استفاده از گاو است که در تانا داتار سوماترای غربی در اندونزی مرسوم است. در مسابقه سوارکار بندهای بسته‌شده به گاوها را می‌گیرد و گاوها مسیری در حدود ۲۵۰ متر را در زمین‌های گل‌آلود شالیزارها می‌دوند. با این‌که پاچو جاوی، مسابقه خوانده می‌شود اما گاوها مستقیماً با هم رقابت نمی‌کنند و مسابقه برنده رسمی ندارد. در عوض داوران گاوها را بر اساس توانایی‌هایشان (از جمله سرعت و توانایی دویدن در خط مستقیم) مشخص کرده و ممکن است بهترین گاوها را به قیمتی بالاتر از قیمت‌های معمول خریداری کنند.